# John Northcott
Sir John Northcott KCMG, KCVO, CB, avstralski general, politik in prostozidar, * 24. marec 1890, Creswick, † 4. avgust 1955, Wahroonga.
Northcott je bil direktor vojaške obveščevalne službe (1938–1939), podnačelnik generalnega štaba (1941–1942), načelnik Generalštaba Avstralske kopenske vojske (1942–1945), vrhovni poveljnik British Commonwealth Occupation Force (1946) in guverner Novega Južnega Walesa (1. avgust 1946–1. avgust 1957).